# (16941) 1998 GR7
A (16941) 1998 GR7 a Naprendszer kisbolygóövében található aszteroida. A LINEAR projekt keretében fedezték fel 1998. április 2-án.